# Oscar Muñoz (umělec)
Oscar Muñoz (* 1951) je kolumbijský vizuální umělec. Je známý jako jeden z nejvýznamnějších současných výtvarných umělců ve své zemi a jeho tvorba si získala i mezinárodní uznání. Většina jeho umění se zabývá myšlenkou reprezentace a jeho výběr uměleckého média se volně pohybuje mezi fotografií (fotorealismus), grafikou, grafitovou kresbou, instalačním uměním, audiovizuálními médii a sochařstvím. Zkoumá také, jak obrazy souvisí s pamětí, ztrátou a nejistou povahou lidského života.

## Raný život a vzdělání
Muñoz se narodil v roce 1951 v Popayánu v Kolumbii a vyrostl v Cali v Kolumbii. Jeho rodina byla středostavovská rodina se silným sklonem k umění a jeho rodiče podporovali umělecké praktiky svých dětí. Jako dítě Muñoze přitahovalo kreslení a považoval to za jednu ze svých oblíbených kratochvílí. Začal navštěvovat kurzy na Academia de Bellas Artes (Akademie výtvarných umění) v Cali (škola výtvarných umění, baletu a divadla), když byl ještě na střední škole, a rok poté, co dokončil střední školu, dokončil studijní program výtvarné umění (počátek 70. let).

## Kariéra

### Sociální a politické vlivy na umění
Muñozova kariéra začala v 70. letech 20. století, jeho první umělecká výstava se konala v roce 1971 v Ciudad Solar (Solární město) - novém alternativním uměleckém prostoru, který byl považován za jeden z prvních svého druhu v Kolumbii a byl také významný milník v historii umění v Cali. Umělecký styl v prvních Muñozových dílech (které byly prezentovány v tomto prostoru) byl silně ovlivněn tím, co se dělo na mezinárodní scéně, a v důsledku toho se jeho díla zabývala fotorealismem a hyperrealismem. Kromě toho mu sociální a politické problémy v Kolumbii poskytly námět pro jeho umění.
Na počátku sedmdesátých let Kolumbie zažila masivní městskou expanzi kvůli venkovským obyvatelům stěhovat se do měst. Masový pohyb lidí měl za následek vznik slumů, aby se přizpůsobily velkému přílivu lidí. Tento městský fenomén odehrávající se v Kolumbii vzbudil Muñozův zájem, a tak se jeho první série, Inquilinatos (Nájemní domy), zaměřila na sociální problémy a změny, ke kterým dochází v městském životě v důsledku nedávného růstu měst. Tato jeho první série byla vystavena v Ciudad Solar a právě touto výstavou si poprvé začal získávat pozornost.
Kromě rychlého růstu měst po celé Kolumbii se v této době odehrávalo také důležité kreativní hnutí ve městě Cali. V rozhovoru to Muñoz vysvětlil jako dobu „rozsáhlé kulturní aktivity a kreativity, roztržek a zkoumání nových možností ve všech oblastech“. Věřil, že to byl pro Cali dynamický a slibný okamžik, a díky tomu našel platformu, na které mohl prezentovat svou práci.
Později v 80. a 90. letech byla Kolumbie sužována válkami mezi znepřátelenými drogovými kartely a kolumbijskou vládou, což byla inspirace pro několik Muñozových cyklů. Jedním z takových snímků, které z toho vzešly, bylo Ambulatorio: letecký snímek Cali vytištěný na desce rozbitého skla, po kterém mohou diváci chodit a dívat se dolů na město. Když diváci přecházejí po fotografii, sklo pod jejich nohama nadále praská a přináší pocity zvuku a dotyku. Muñoz vysvětlil, že tato práce byla inspirována bombovým útokem, ke kterému došlo v Cali během násilí v 80. a 90. letech. Poté, co bomba explodovala, mohl Muñoz procházet městem a během toho byl fascinován úlomky skla, které viděl rozházené všude, z nichž některé byly zaneseny do chodníku.
Muñoz pokračuje ve zkoumání tématu násilí v Kolumbii prostřednictvím svých současných děl. Uvedl, že jeho umění se snaží pochopit mechanismy vyvinuté společností, která utrpěla rutinizaci války; společnost, jejíž minulost, současnost a nejspíš i budoucnost bude i nadále denně naplněna násilím. Spojuje toto zkoumání pokračujícího násilí v Kolumbii s myšlenkou paměti a pokouší se pochopit, jak pokračující násilí v Kolumbii ovlivnilo vzpomínky společnosti. Muñoz věří, že v zemi, která po desetiletí trpěla existencí násilí a válek – a v některých případech se stala vším, co lidé kdy poznali – může být paměť kontaminovaná a matoucí. Uvedl, že paměť může být zmatená, zastřená a nevyřešená a že je obtížné stanovit odlišné momenty z kolumbijské minulosti a vztáhnout je k současnosti, protože se zdá, že vše běží společně v pokračujícím vyprávění o násilí. Muñozovo dílo je reakcí na proces, který souvisí s jeho životem a jeho prostředím; podle něj "je to jeho způsob, jak se snaží pochopit tento neduh."

### Použití různých médií v umělecké tvorbě
Ve svých raných dílech používal dřevěné uhlí a fotografii k vytváření děl, která byla zaměřena na znovuvytvoření toho, co viděl ve společenských podmínkách kolem sebe. Fotografii viděl jako způsob, jak přidat do svých kreseb dokumentární prvek a zkoumat prvky, jako je světlo, stín a další detaily. Jak jeho kariéra postupovala, začal se ve svých dílech více zaměřovat na téma reflexe, a tak viděl fotografii jako způsob, jak tuto myšlenku reflexe prohloubit, stejně jako zkoumat vztahy mezi iluzí, pravdou a realitou – téma, které pokračuje v jeho dílech dodnes. I v poslední tvorbě pokračuje v používání dřevěného uhlí a fotografie, ale zavedl i nové materiály jako sklo, zrcadla, audiovizuální média a další pomíjivé materiály.

### Hlavní příspěvky
V roce 2006 založil Muñoz kulturní centrum a umělecký rezidenční program v kolumbijském Cali s názvem Lugar a Dudas (prostor pro pochybnosti). Toto umělecké centrum se stalo místem, kde se scházejí mladí umělci, aby pracovali na myšlenkách a také se účastnili dialogu a veřejné debaty o umění a politice.
Muñoz má několik děl ve sbírce Muzea moderního umění v New Yorku, včetně „Untitled“ ze série Sušený narcis (Narciso seco) (1996), sítotisk na akrylu, a The Game of Probabilities (2007) série chromogenních barevných tisků.

## Vybraná umělecká díla a analýzy

### Inquilinatos (Tenements),kresby uhlem, 1971–1972
Kresby Inquilinatos byly některé z prvních děl, které Muñoz vytvořil. Tyto hyperrealistické kresby uhlem znázorňovaly několik velkých sídel původně obývaných významnými rodinami na náměstí Main Plaza v centru města Cali v Kolumbii. Během velké městské expanze v Cali v 70. letech byla tato sídla významnými rodinami opuštěna a pokoje byly následně pronajímány jiným venkovským rodinám v době extrémního přelidnění. Muñoz použil k vytvoření těchto děl fotografickou dokumentaci. V těchto kresbách Muñoz doufal, že představí a zprostředkuje sociální a městská témata, stejně jako změny, ke kterým došlo v důsledku extrémní městské expanze probíhající ve městě. Prostřednictvím těchto děl se také pokusil znovu kontextualizovat a asimilovat mezinárodní uměleckou tendenci té doby do té, která se hodí pro Kolumbii. Jeho kresby byly poprvé vystaveny v Ciudad Solar (přelomový nový alternativní umělecký prostor v Cali) a právě prostřednictvím těchto obrazů se Muñozovi poprvé začalo dostávat pozornosti.

### Cortinas de Baño (Sprchové závěsy),instalace / fotografie přenesená na závěs pomocí akrylu, 1985–1989
Tato série znamenala zlom v Muñozově kariéře. Až do této chvíle se jeho práce skládaly především z hyperrealistických kreseb a fotografií uhlem, takže to znamenalo začátek zkoumání použití nových materiálů v jeho umění. Sprchové závěsy byly instalační kus skládající se z několika koupelnových závěsů umístěných vedle sebe. Na každém závěsu je vyobrazena silueta těla v různých pózách, takže to vypadá, jako by někdo stál za závěsem a sprchoval se. Aby se obrazy přenesly na sprchové závěsy, použil Muñoz airbrush a sítotisk. Hlavní myšlenkou, kterou Muñoz chtěl v tomto díle prozkoumat, byl vztah mezi iluzí a pravdou a iluzí a realitou. Doufal, že prostřednictvím tohoto instalačního kusu budou diváci pozváni, aby se také zapojili a zamysleli se nad touto myšlenkou.

### Narcisos en proceso (Narcisi v procesu),sítotisk na vodě, poprvé vystaven v roce 1995
Série Narcisos je dílem, které trvá více než 15 let. K vytvoření těchto děl používá Muñoz techniku sítotisku, při které přenáší svůj obrázek na sítotisk; toto síto se pak umístí na tác naplněný vodou a přes síto se proseje dřevěné uhlí. Prach z dřevěného uhlí se usazuje na hladině vody a nejistě se vznáší „v bezprostředním procesu změny a destrukce“. Jakmile se voda začne vypařovat, začíná proces přeměny. Obraz je neustále deformován, jak hladina vody klesá, a je také vystaven okolnostem prostředí, ve kterém se nachází (klima, vlhkost a další proměnné), které by mohly změnit výsledek obrazu. Nakonec, jakmile se všechna voda odpaří, prach z dřevěného uhlí se usadí na papír, který byl umístěn na dně zásobníku, a obraz se na papír zafixuje. Muñoz uvádí, že v procesu stvoření Narcisos existují tři okamžiky: když se prach dotkne vody a nejprve se stane obrazem, když projde procesem změny během odpařování, a nakonec, když se prach usadí na dně tácu a stane se pevným obrazem. Každý z těchto okamžiků má představovat procesy stvoření, života a případné smrti. Kromě tohoto tématu Muñoz také zkoumá myšlenku autoportrétu – jak se jeho obraz stává obrazem diváka a jak divák může v obrazu Muñoze rozpoznat část sebe sama.

### Aliento, (dech),umění instalace - zrcadla, 1995–2002
Tato série se skládá ze sedmi malých oválných zrcadel sítotiskem s mazacím tukem instalovaným ve výši očí pro diváky. Zrcadla se zprvu zdají být normálními zrcadly, ale pokud se divák přiblíží, aby na ně mohl dýchat, objeví se v páře divákova dechu obraz jiné osoby. Snímky, které jsou odhaleny, jsou zesnulými lidmi, jejichž fotografie byly převzaty z novinových nekrologů, které Muñoz v průběhu let shromáždil (mnozí z nich zemřeli v důsledku politického násilí v Kolumbii v té době). Ústřední myšlenkou, kterou chtěl Muñoz v tomto díle prozkoumat a vyjádřit, byla paměť – jak ji nelze nikdy učinit trvalou, i když jsme se ji snažili udržet – a také vztah mezi životem a smrtí. Muñoz vysvětlil tento pojem v rozhovoru slovy: „V mechanismu dýchání existuje vztah s druhým a se sebou samým: když obraz zamlžíte dechem, váš obraz je vymazán, vy už neexistujete a je to někdo jiný, ale nemůžete pokračovat ve výdechu, abyste druhého udrželi, musíte se nadechnout, takže v okamžiku, kdy přestanete vydechovat a znovu se nadechnete, druhý člověk zmizí a vy se znovu objevíte. zrcadlo Dochází ke konfrontaci mezi vlastním životem a životem druhého...“ Prostřednictvím těchto pomíjivých okamžiků mizí odražený obraz a odhaluje prchavý obraz někoho, kdo již zmizel, kdo se vrací v důsledku toho. dech života, který jim dal divák. Tato práce byla dále analyzována v článku „Asistované dýchání: Rozvíjení ztělesněné expozice ve filmu Oscara Muñoze ‚Aliento‘.“

### Re/trato (Autoportrét),video vody na cementu, 2004
V tomto díle se přehrává video, které ukazuje, jak ruka pomocí vody maluje portrét na horký cement, avšak voda se před dokončením portrétu neustále odpařuje. Tato práce hraje na Muñozův impuls udržet paměť naživu a na frustraci, která může s tímto pokusem přijít. Protože portrét nikdy nenabude definitivní podoby, je divák nucen pokusit se obraz zapamatovat a rekonstruovat ve své mysli, a tak je schopen si o něm odnést pouze představu. Tato myšlenka se může změnit v mysli diváka, protože nemá silnou nebo trvalou strukturu. Muñoz v rozhovoru vysvětlil něco, co se mu na této práci obzvláště líbilo, a sice, že „myšlenka, že něco, co obecně funguje s pomíjivým, s časovým, s okamžikem, může mít trvalý účinek, jako je intenzivní emocionální zážitek, který přesahuje skutečný zážitek z práce." Tato práce byla nakonec rozšířena na Proyecto para un Memorial (Projekt pro památník), který byl představen veřejnosti v roce 2005.

## Samostatné výstavy
- 1971: Ciudad Solar (Solar City), Cali, Kolumbie
- 1985: La Tertulia Museum, Cali, Kolumbie
- 1990: Superficies al Carbón, Museo de Arte Moderno la Tertulia, Cali, Kolumbie; Sala Suramericana de Seguros, Medallin, Kolumbie
- 1995: Narcisos (Narcissus), Museo de Arte Moderno La Tertulia, Bogota, Kolumbie; Galeria Garcis Velasquez, Bogota, Kolumbie
- 1998: Narcisos (Narcissus), Aliento (Breath), Centro MEC, Ministerio de Educacion y Cultura, Montevideo, Uruguay
- 2002: Transfiguraciones, Iturralde Gallery, Los Angeles, CA, USA
- 2002: Eclipse, Galeria Santa Fe, Planetario Distrital, Bogota, Kolumbie
- 2002: The Ends of Process, Sicardi Gallery, Houston, TX, USA
- 2003: TEORéTICA, San José, Costa Rica
- 2004: Ambulatorio-Re/trato, FotoFest 2004, Sicardi Gallery, Houston, TX, USA
- 2005: Proyecto para un memorial, Galería Santa Fe, Planetario Distrita, Bogota, Kolumbie; Iturralde Gallery, Los Angeles, CA, USA; Feria de Video Arte, LOOP Barcelona, Španělsko
- 2006: Disolvencias y Fantasmagorías, Museo Municipal de Guayaquil, Ekvádor
- 2006: Biografías (Biographies), Claustro del Convento de Santa Clara, Cartagena, Kolumbie
- 2008: Documentos de la Amnesia, Museo Extremeño e Iberoamericano de Arte Contemporáneo, Badajoz, Španělsko
- 2009: The Disappeared, University of Wyoming Art Museum, Laramie, WY, USA
- 2008–2009: Mirror Image, Perth Institute of Contemporary Arts, Perth, Austrálie; Institute of International Visual Arts, Rivington Place, Londýn, UK
- 2010: Volverse aire, PHotoEspaña 2010 / PHE10, Círculo de Belles Artes, Sala Goya, Madrid, Španělsko
- 2008–2012: Imprints for a Fleeting Memorial, The Visual Arts Center of Richmond, VA, USA; Southeastern Center for Contemporary Art, Winston-Salem, NC, USA; La Galerie de I'UQAM, Montreal, Canada; Prefix Institute of Contemporary Art, Toronto, Kanada
- 2012: Ambulatorio (Draw Down the Walls), Belfast, Severní Irsko
- 2006–2014: Biografias (Biographies), University of New Mexico Art Museum, Albuquerque, NM, USA; Fundaçāo Joaquim Nabuco, Recife, Brazil; The Mandes & Arts Festival, Johan Deumens Gallery, Haarlem, Nizozemsko; Cornerhouse, Manchester, UK; Umělecká galerie Nového Jižního Walesu, Sydney, Australia; Claustro del Convento de Santa Clara, Cartagena, Kolumbie
- 2012–2014: Protografías (Photographs), Jeu de Paume, Paříž, Francie; Museo de Arte Moderno La Tertulia, Cali, Kolumbie; Museo de Arte de Lima (MALI), Lima, Peru; Museo de Antioquia, Medellín, Kolumbie; Museo de Arte del Banco de la República, Bogota, Kolumbie; Biblioteca Luis Angel Arango, Bogota, Kolumbie; Muzeum latinskoamerického umění Buenos Aires, Argentina; Museo de Arte del Banco de la República - Biblioteca Luis Ángel Arango, Bogota, Kolumbie
- 2013–2014: New Acquisitions in Photography, (10. května 2013 – 6. ledna 2014), Muzeum moderního umění, New York[7]
- 2014: portrait(self)portrait, Prince Claus Fund Gallery, Amsterdam, Nizozemsko
- 2015: Atramentos, Tabacalera, Promocíon del Arte, ARCO Madrid, Španělsko
- 2015: Sedimentaciones, University of South Florida Contemporary Art Museum, Institute for Research in Art, College of the Arts, Tampa, FL, USA
- 2016: El Coleccionista (The Collector), Sicardi Gallery, Houston, TX, USA

## Ocenění
- 2018: Cena Hasselblad Award[8]